# Vörös tapló
A vörös tapló (Fuscoporia torulosa) a Hymenochaetaceae családba tartozó, Eurázsiában és Észak-Amerikában honos, lombos fák elhalt törzsén élő, nem ehető gombafaj. 

## Megjelenése
A vörös tapló termőteste 8-30 cm széles, 4-10 cm-re áll előre, konzolos, félkör alakú, viszonylag lapos. Színe rozsda- vagy fahéjbarna, az idősebb részeken sötétbarnás, feketés; gyakran  alga, moha borítja. Felülete fiatalon bársonyos, később csupasz, széle tompán dudoros, karéjos.
Alsó termőrétege szabálytalanul csöves. A pórusok kerekek és igen szűkek (5-7 db/mm). Színe fahéjbarna, szerkezete rétegezett.
Húsa barnás, sárgásbarnás, kemény, fás. Szaga nem jellegzetes, íze kesernyés. 
Spórapora fehér. Spórája ellipszis alakú, sima, vékony falú, inamiloid, mérete 4-6 x 3-4 μm. 

### Hasonló fajok
A jegenyefenyő-tapló, fiatalon a vastag tapló hasonlít hozzá. 

## Elterjedése és termőhelye
Eurázsiában és Észak-Amerikában honos. Európában a mediterrán térségben gyakoribb. Magyarországon nem ritka.
Elhalt vagy meggyengült lombos fák (főleg tölgy) törzsén, tuskóin található meg, általában a földhöz közel. Egész évben látható. 

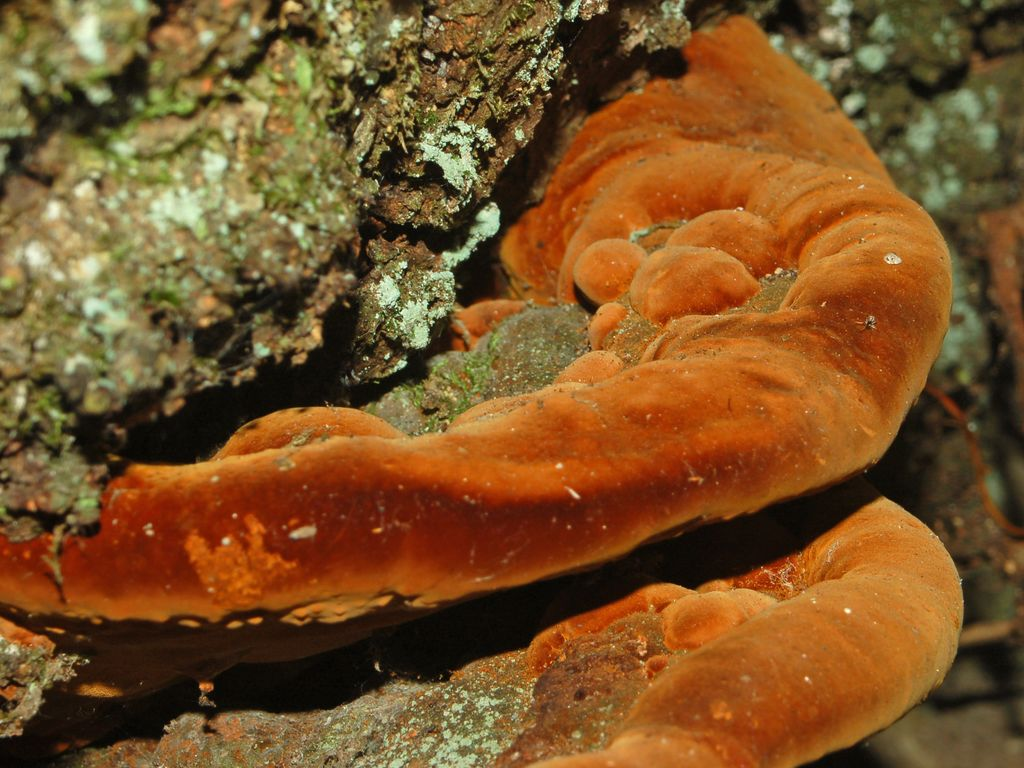
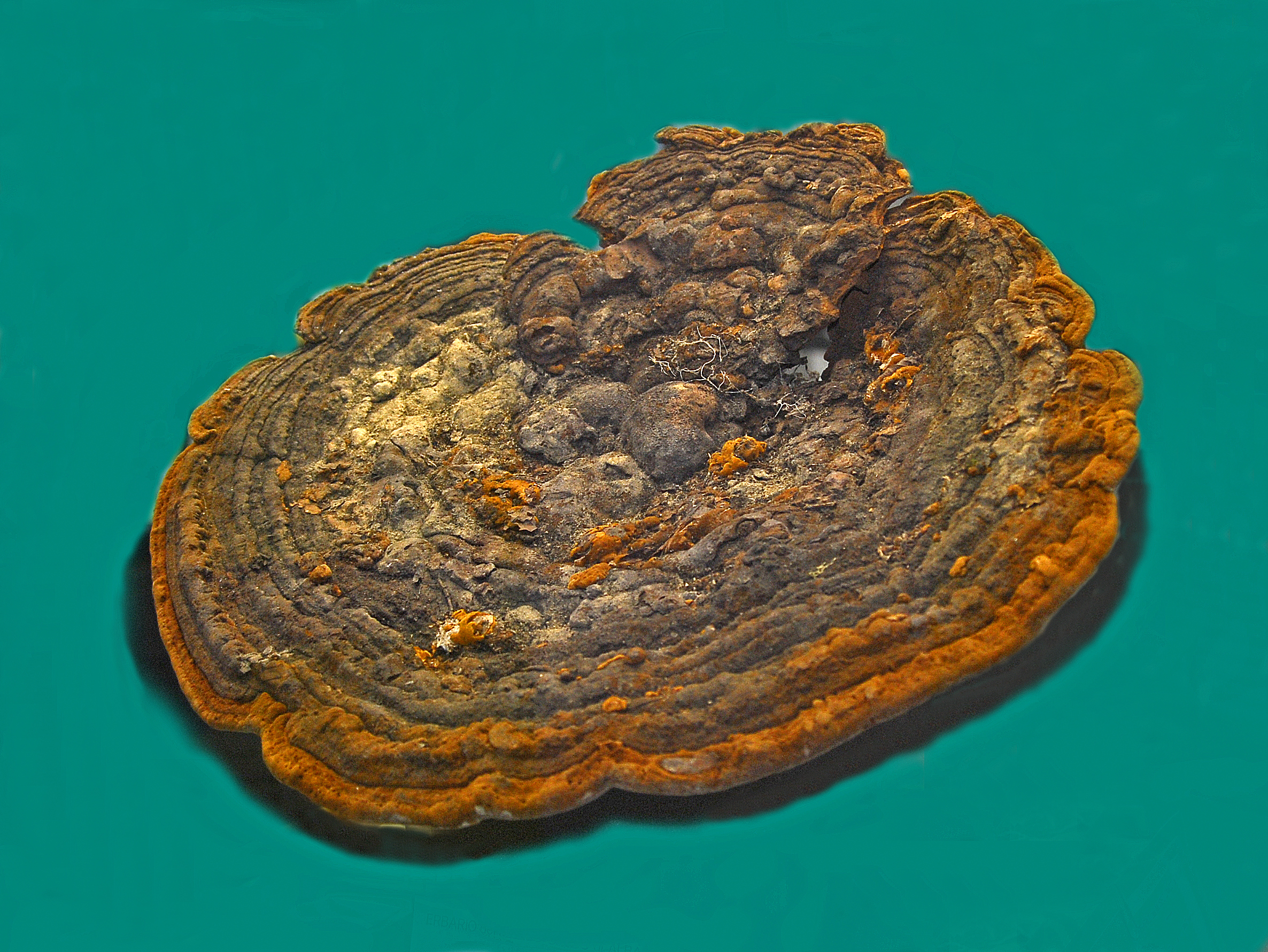
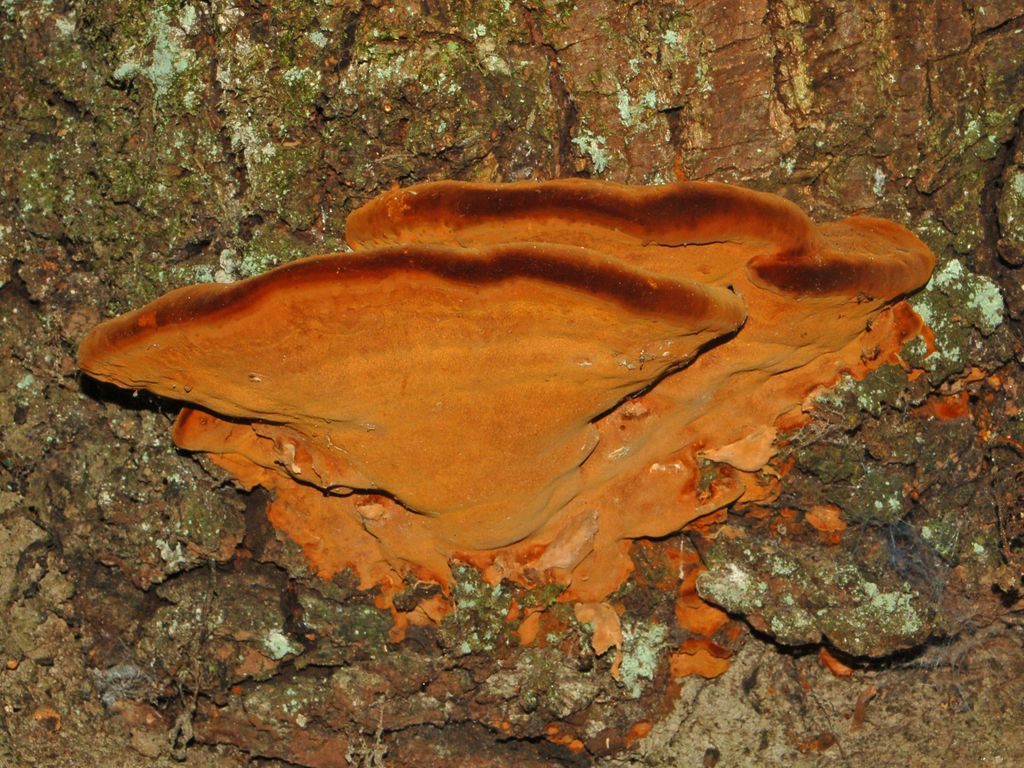
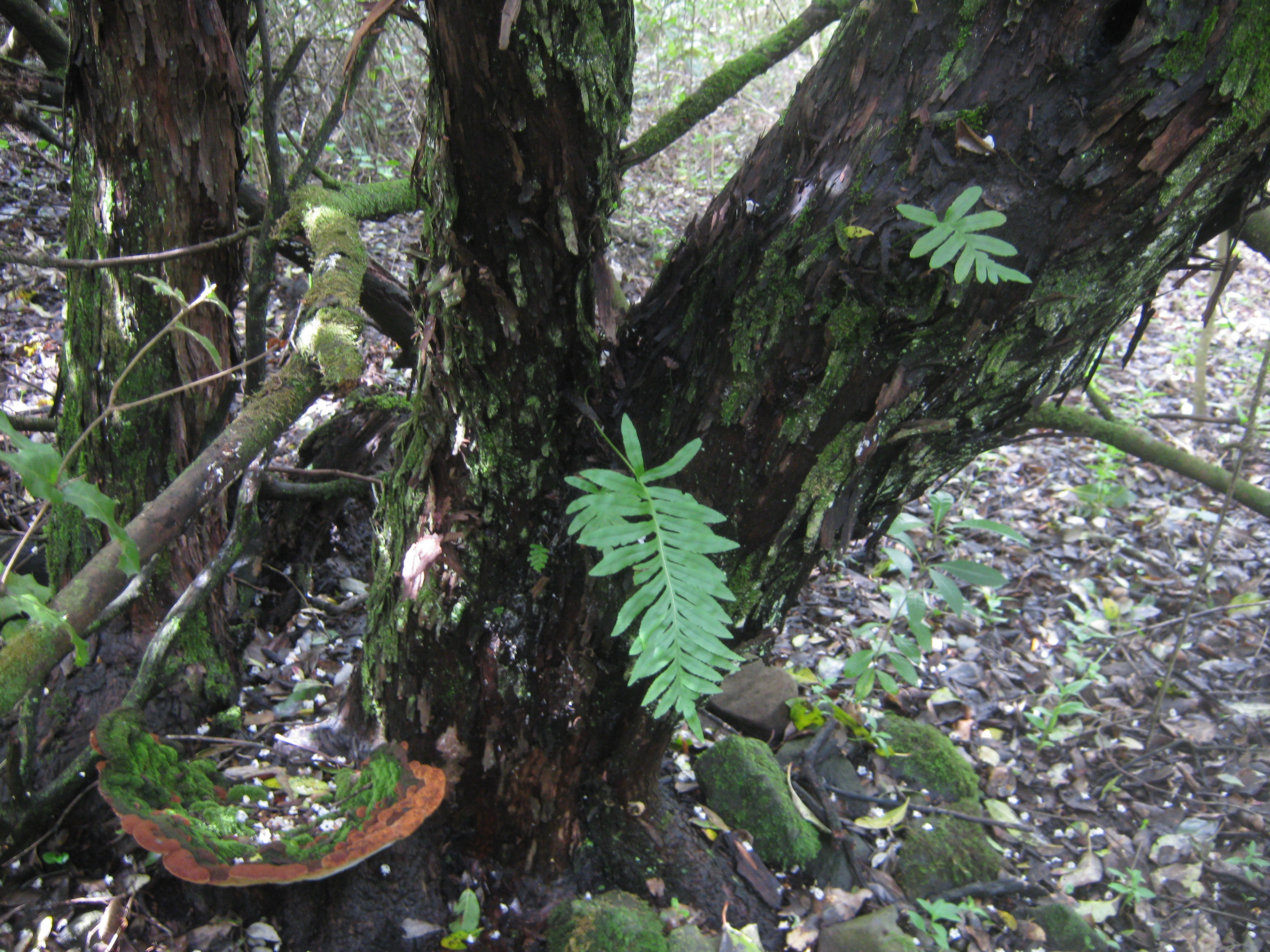
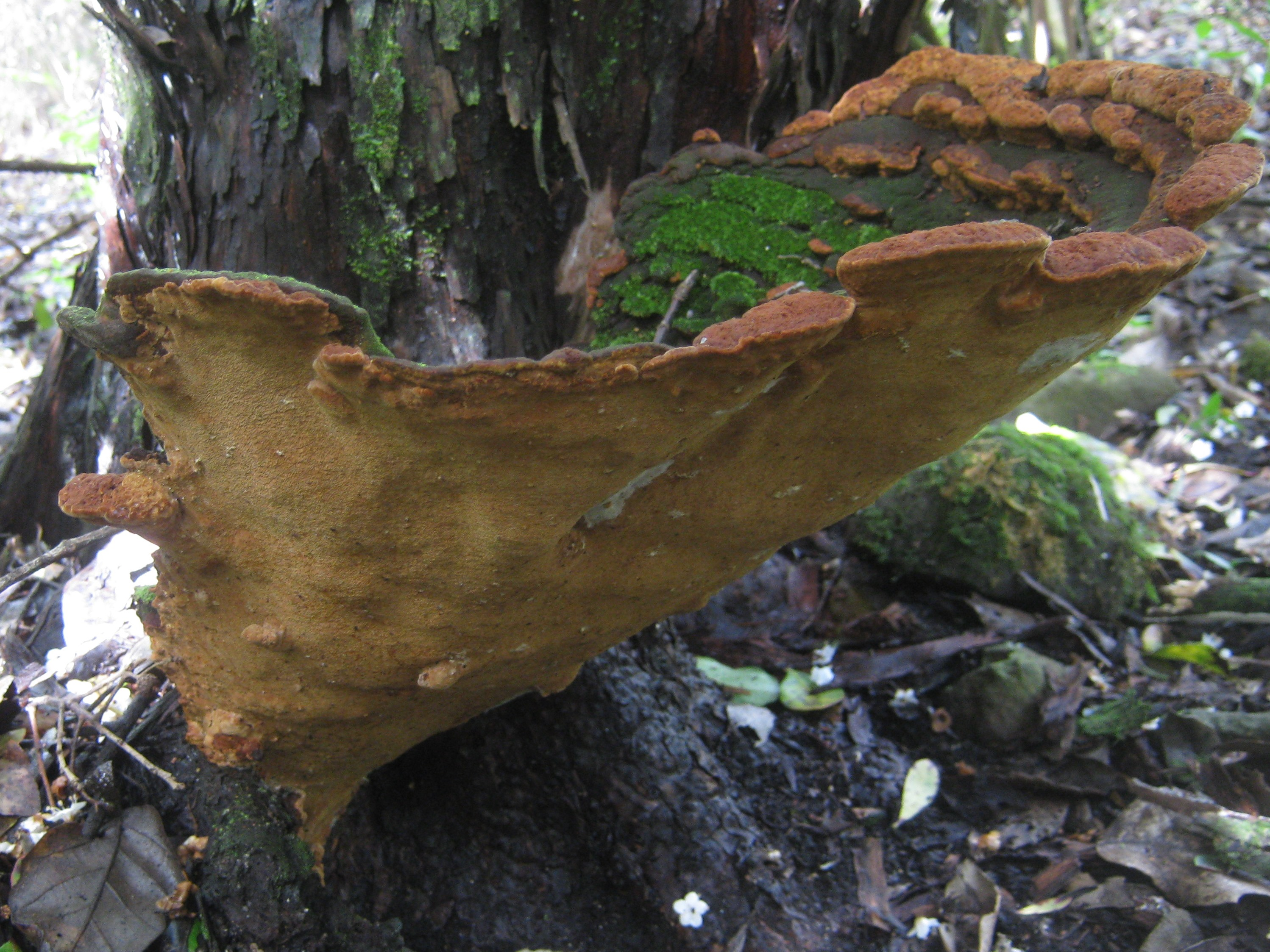

Nem ehető.